# Ready or Not (película)
Ready or Not es una película de terror estadounidense de 2019, dirigida por Matt Bettinelli-Olpin y Tyler Gillett, a partir de un guion de Guy Busick y R. Christopher Murphy. Está protagonizada por Samara Weaving, Adam Brody, Mark O'Brien, Henry Czerny, y Andie MacDowell.
Ready or Not tuvo su estreno mundial en el Fantasia International Film Festival el 27 de julio de 2019, y fue estrenada en cines el 21 de agosto de 2019 por Fox Searchlight Pictures. Recaudó más de $57 millones contra un presupuesto de $6 millones, y recibió críticas generalmente positivas de los críticos, con el desempeño de Weaving y la combinación de humor y emoción de la película.

## Argumento
Los jóvenes hermanos Alex y Daniel Le Domas son testigos del asesinato de un hombre la noche de su boda con su tía Helene. Treinta años después, Alex regresó a su casa para casarse con su prometida Grace, una ex hija adoptiva ansiosa por unirse a la familia adinerada de Alex. Después de la boda, Alex le confiesa a Grace que, como tradición, cada miembro externo de la familia debe jugar un juego en su noche de bodas.
La familia se reúne en el comedor. Participan Alex, su hermano alcohólico Daniel, su padre Tony, su madre Becky, la esposa escandalosa de Daniel, Charity, la hermana drogadicta de Alex, Emilie, el lloroso esposo de Emilie, Fitch Bradley, y la sombría Helene. Se explica que su antepasado Victor Le Domas hizo un trato con un hombre llamado Le Bail. Le Bail crearía la fortuna de Le Domas a cambio de que Le Domas y sus descendientes conservaran una extraña tradición. Grace debe sacar una tarjeta de la caja de madera adornada de Le Bail y jugar el juego escrito en la tarjeta. Ella toma la carta correspondiente a "escondite". Grace se esconde en la mansión mientras los Le Domas, excepto Alex, se arman con armas antiguas para cazarla.
Al principio irreverente, Grace es testigo de que Emilie mata accidentalmente a una de las criadas, creyendo que es Grace. Alex explica que la tarjeta de "esconder y buscar" es la única que requiere que la familia mate al destinatario. La familia cree que si Grace sobrevive hasta el amanecer, toda la familia morirá, según el acuerdo con Le Bail. Alex dirige a Grace sobre cómo escapar mientras va a desactivar y destruir el sistema de seguridad. Grace escapa al estudio, donde es descubierta por Daniel. Daniel está desilusionado con la tradición familiar y le permite escapar con ventaja. Alex destruye los monitores de seguridad antes de ser sujetado por Daniel y Tony.
Grace evade al mayordomo Stevens quemándolo con una tetera caliente y escapa de la mansión por el techo. Se esconde en el granero, solo para ser encontrada y disparada en la mano por el joven hijo de Emilie, Georgie. Grace noquea a Georgie, pero una cabra la asusta y la hace caer en un pozo lleno de los cadáveres en descomposición de los sacrificios anteriores. Ella sale y se dirige hacia el bosque. Stevens la persigue hasta que Grace lo estrangula inconsciente. Ella se escapa en su automóvil, que se denuncia rápidamente como robado y apagado remotamente. Stevens alcanza a Grace y la neutraliza.
Mientras conducen de regreso a la propiedad, Grace despierta y ataca a Stevens, lo que hace que el auto se estrelle y mate al mayordomo. Grace es nuevamente encontrada por Daniel. Lamenta que no está dispuesto a participar en el ritual, pero si no lo hace, arriesga la vida de su familia. Daniel noquea a Grace, y la llevan de vuelta a la mansión y la retienen mientras la familia se prepara para sacrificarla. Beben de una copa ceremonial y comienzan a vomitar sangre. Daniel libera a Grace, revelando que el veneno no es letal. Charity, creyendo que a Daniel no le importa si ella muere, le dispara en la garganta y lo desangra hasta la muerte; Grace golpea con la pistola a Charity, noqueándola, y golpea a Tony con una lámpara de aceite, noqueándolo. Ella deja caer la lámpara y enciende un fuego en la casa. Becky dispara a Grace con un arco y una flecha pero falla; ataca a Grace y comienza a estrangularla antes de que Grace gane ventaja y golpee brutalmente a Becky con la caja de juego de madera de Le Bail. Alex escapa de sus restricciones y ve el cuerpo de Daniel antes de encontrar a Grace parada sobre el cadáver de Becky. Al darse cuenta de que Grace ya no confía en él, Alex la somete y convoca a los demás. El grupo aclama a Satanás (que es Le Bail) mientras retienen a Grace nuevamente, y Alex se prepara para apuñalarla. En el último momento, Grace rasca el brazo de Helene y le retuerce el cuerpo, apuñalándole el hombro y liberándose. Amanece, pero no pasa nada, y la familia cree que su tradición era una mentira. Helene declara que Grace aún debe morir, pero de repente explota. Uno por uno, los miembros restantes de la familia explotan, dejando solo a Alex con vida. Cuando él le pide perdón por su cobardía, ella lo reprende burlonamente y, antes de que explote, le tira el anillo de bodas diciéndole que quiere el divorcio. Poco después, él explota. Mientras la mansión arde, Grace ve al fantasma del Sr. Le Bail asintiendo con aprobación y dejándola ir. Luego, ella coge una caja de cigarrillos que le parecía llamativa y se la lleva.
Grace se sienta en los escalones del patio y fuma un cigarrillo de la caja cuando llega la policía. Cuando se le pregunta qué pasó, ella responde: "suegros".

## Reparto
- Samara Weaving como Grace.
- Mark O'Brien como Alex Le Domas.
  - Chase Churchill como joven Alex Le Domas.
- Adam Brody como Daniel Le Domas.
  - Etienne Kellici como joven Daniel Le Domas.
- Melanie Scrofano como Emilie Le Domas.
- Henry Czerny como Tony Le Domas.
- Andie MacDowell como Becky Le Domas.
  - Kate Ziegler como joven Becky Le Domas.
- Nicky Guadagni como Helene Le Domas.
  - Elana Dunkelman como joven Helene Le Domas.
- Elyse Levesque como Charity Le Domas.
- Kristian Bruun como Fitch Bradley.
- John Ralston como Stevens.
- Ethan Tavares como Gabe.
- Liam MacDonald como Georgie.
- Nat Faxon como Justin (voz).

## Producción
En noviembre de 2017, se anunció que Matt Bettinelli-Olpin y Tyler Gillett dirigirían la película, a partir de un guion de Guy Busick y R. Christopher Murphy. Fue producida por Tripp Vinson, James Vanderbilt, William Sherak y Bradley J. Fischer, mientras que Tara Farney, Tracey Nyberg y Chad Villella fueron productores ejecutivos, bajo sus pancartas de producción Mythology Entertainment, Vinson Films y Radio Silence, respectivamente. De agosto a octubre de 2018, Samara Weaving, Andie MacDowell, Adam Brody, Mark O'Brien, Melanie Scrofano, Henry Czerny y Elyse Levesque se unieron al elenco de la película.
La fotografía principal comenzó el 15 de octubre de 2018 y concluyó el 19 de noviembre de 2018. La sesión de 26 días tuvo lugar en lugares alrededor del área de Toronto, Ontario, incluyendo Casa Loma, Parque Sunnybrook y el Área de Conservación de Claireville, así como el Parkwood Finca en Oshawa, Ontario.

## Estreno
El primer tráiler fue lanzado el 17 de junio de 2019. La película tuvo su estreno mundial en el Fantasia International Film Festival el 27 de julio de 2019 y fue estrenada en cines en los Estados Unidos el 21 de agosto de 2019.
Ready or Not se lanzó en Digital HD el 26 de noviembre de 2019 y en DVD y Blu-ray el 3 de diciembre. El lanzamiento incluye un documental de 42 minutos, un comentario de audio con la estrella Samara Weaving, los directores Matt Bettinelli-Olpin y Tyler Gillett y el productor ejecutivo Chad Villella, así como una galería de fotos y un carrete de mordaza.

## Recepción

### Taquilla
Al 29 de noviembre de 2019, Ready or Not ha recaudado $28.7 millones en los Estados Unidos y Canadá, y $28.7 millones en otros territorios, para un total mundial de $57.4 millones, contra un presupuesto de producción de $6 millones.
En los Estados Unidos y Canadá, se proyecta que la película recaudará alrededor de $6.5 millones en su primer fin de semana y $8–12 millones en su marco de apertura de cinco días. Tocando en 2,818 teatros, fue el lanzamiento más amplio en la historia de Fox Searchlight. Ganó $1.9 millones en su primer día, miércoles, incluyendo $730,000 de los avances de la noche del martes, y $1.1 millones en el segundo. La película debutó con $8 millones durante su primer fin de semana (y $11 millones durante sus primeros cinco días), terminando segundo en sus primeros dos días y sexto durante el fin de semana. Cayó solo un 26% en su segundo fin de semana a $5.9 millones, terminando quinto.

### Crítica
En el sitio web de agregación de reseñas Rotten Tomatoes, la película tiene una calificación de aprobación del 88% basada en 274 reseñas, y una calificación promedio de 7.27/10. El consenso crítico del sitio dice: "Inteligente, subversivo y oscuramente divertido, Ready or Not es una película de terror que agrada al público con una mordida vertiginosamente entretenida". En Metacritic, la película tiene una puntuación promedio ponderada de 64 de 100, basada en revisiones de 37 críticos, que indican "revisiones generalmente favorables". El público encuestado por CinemaScore le dio a la película una calificación promedio de "B +" en una escala de A + a F, mientras que aquellos en PostTrak le dieron una puntuación positiva general del 71% (incluido un promedio de 3.5 de 5 estrellas) y un 50% de "recomendación definitiva".
Peter Debruge escribió en Variety que "Esta característica de segundo año deliciosamente diabólica, que proviene del ingenioso trío de bajo presupuesto conocido como Radio Silence, representa una partida para el distribuidor independiente Fox Searchlight, que tiene un verdadero ganador en sus manos, ese raro Get Out- como una película de terror capaz de ofrecer una distracción superficial junto con una profunda crítica cultural". Peter Travers, de Rolling Stone, calificó la película como" una explosión decadente para ver una eliminación cómica de los ricos con la energía grosera de un thriller de terror y el coraje de sus propias convicciones maníacas contra el matrimonio".
Escribiendo para IndieWire, David Ehrlich describe la película como "perversamente entretenida de principio a fin, y pintada con suficiente personalidad fresca para resolver algo más que la suma de sus partes". Leah Greenblatt escribió en Entertainment Weekly, "Ven por las ballestas, etc., y mira cómo nace la estrella de Weaving en tiempo real; quédate para las lecciones socioeconómicas y dulce, dulce venganza". David Sims de The Atlantic escribió: "La verdadera diversión en Ready or Not viene por las formas en que subvierte su historia probada en el tiempo, equilibrando comentarios irónicos y horror directo en su retrato de torpe arrogancia y privilegio cuajado". Bobby LePire calificó la película 10/10 y escribió en Film Threat que "La actuación es increíble , la dirección llamativa e intensa, y el guión es increíblemente brillante y divertido. Adoro cada segundo aterrador y divertido de esta película y lo recomiendo a todos los demás".
Los autores Stephen King y R.L. Stine, así como los directores de terror Guillermo del Toro y Michael Dougherty, tuitearon su disfrute y aprobación de la película.